# Marthula cynrica
Marthula cynrica är en fjärilsart som beskrevs av William Schaus 1928. Marthula cynrica ingår i släktet Marthula och familjen tandspinnare. Inga underarter finns listade i Catalogue of Life.